# Calinaga brahma
Calinaga brahma är en fjärilsart som beskrevs av Butler 1885. Calinaga brahma ingår i släktet Calinaga och familjen praktfjärilar. Inga underarter finns listade i Catalogue of Life.